# 茨城県出身の人物一覧
茨城県出身の人物一覧（いばらきけんしゅっしんのじんぶついちらん）は、Wikipedia日本語版に記事が存在する茨城県出身の人物の一覧表である。

## 公人

### 政治家
- 飯村丈三郎：下妻市
- 赤城宗徳：上野町（現：筑西市）
- 大畠章宏：常北町（現：城里町）
- 梶山静六：常陸太田市
- 梶山弘志：常陸太田市
- 郡司彰（第31代参議院副議長）：水戸市
- 郡祐一：大洗町
- 高倉虎（貴族院多額納税者議員）
- 堂込麻紀子：阿見町
- 中村喜四郎
- 2代目中村喜四郎
- 中山利生：龍ケ崎市
- 丹羽雄哉：新治郡玉里村（現：小美玉市）
- 額賀福志郎（第79・80代衆議院議長）：行方郡小高村（現：行方市）
- 山崎猛（第38代衆議院議長）：水戸市
- 若林洋平：水戸市
- 野口勝一
- 浜名信平
- 海老澤為次郎
- 菊田七平：土浦市
- 大高康
- 鈴木一司
- 野村五男
- 山口武平
- 菱沼五郎
- 青木来三郎
- 赤城徳彦
- 岡部英男
- 川口三郎
- 長谷川大紋
- 石川多聞
- 櫻井富夫
- 磯崎久喜雄
- 小川一成
- 菊池敏行
- 加藤明良：水戸市
- 小沼巧
- 青山大人：土浦市
- 福島伸享
- 田所嘉徳
- 小泉俊明
- 石川昭政
- 岩上妙子
- 永岡洋治
- 北沢直吉：つくば市

#### 地方自治体首長
- 岩上二郎（茨城県知事）：那珂市
- 橋本昌（茨城県知事）：東海村
- 大井川和彦（茨城県知事）：土浦市
- 服部正義（茨城県水戸市長）：水戸市
- 酒泉温忠（茨城県水戸市長）：水戸市
- 中崎俊秀（茨城県水戸市長）：水戸市
- 名越時中（茨城県水戸市長）
- 渡辺覚造（茨城県水戸市長）：常陸太田市
- 山本敏雄（茨城県水戸市長）
- 木村傳兵衛（茨城県水戸市長）：水戸市
- 和田祐之介（茨城県水戸市長）
- 佐川一信（茨城県水戸市長）：水戸市
- 岡田広（茨城県水戸市長）：水戸市
- 加藤浩一（茨城県水戸市長）：水戸市
- 高橋靖（茨城県水戸市長）：水戸市
- 天谷丑之助（茨城県土浦市長）
- 天谷虎之助（茨城県土浦市長）
- 箱根宏（茨城県土浦市長）
- 助川弘之（茨城県土浦市長）
- 安藤真理子（茨城県土浦市長）：土浦市
- 倉田弘（茨城県つくば市長）
- 木村操（茨城県つくば市長）
- 藤澤順一（茨城県つくば市長）
- 市原健一（茨城県つくば市長）
- 五十嵐立青（茨城県つくば市長）
- 会田真一（茨城県守谷市長）
- 松丸修久（茨城県守谷市長）
- 宮原庄助（茨城県那珂湊市長）
- 深川忠義（茨城県那珂湊市長）
- 柴田政次（茨城県多賀郡磯原町長）
- 神谷尚（埼玉県北葛飾郡庄和町長）：猿島郡五霞町
- 木村純夫（埼玉県幸手市長）：猿島郡五霞町
- 中川清（茨城県土浦市長）：土浦市
- 野口義造（第15代東京都八王子市長）：河内郡茎崎村（現：つくば市）
- 立花留治（茨城県日立市長）：水戸市
- 飯山利雄（茨城県日立市長）
- 樫村千秋（茨城県日立市長）
- 宮田重文（茨城県常陸太田市長）
- 大久保太一（茨城県常陸太田市長）
- 宮田達夫（茨城県常陸太田市長）
- 草間吉夫（茨城県高萩市長）
- 小田木真代（茨城県高萩市長）
- 大部勝規（茨城県高萩市長）
- 村田省吾（茨城県北茨城市長）
- 豊田稔（茨城県北茨城市長）
- 矢数浩（茨城県常陸大宮市長）
- 三次真一郎（茨城県常陸大宮市長）
- 鈴木定幸（茨城県常陸大宮市長）
- 清水曻（茨城県ひたちなか市長）
- 本間源基（茨城県ひたちなか市長）
- 大谷明（茨城県ひたちなか市長）
- 長谷川好三（茨城県笠間市長）
- 山口茂（茨城県笠間市長）
- 笹目宗兵衛（茨城県笠間市長）
- 山口伸樹（茨城県笠間市長）
- 小宅近昭（茨城県那珂市長）
- 海野徹（茨城県那珂市長）
- 先崎光（茨城県那珂市長）
- 島田穣一（茨城県小美玉市長）
- 島田幸三（茨城県小美玉市長）
- 國井豊（茨城県東茨城郡大洗町長）
- 上遠野修（茨城県東茨城郡城里町長）：水戸市
- 山田修（茨城県那珂郡東海村長）
- 錦織孝一（茨城県鹿嶋市長）
- 田口伸一（茨城県鹿嶋市長）
- 今泉和（茨城県潮来市長）
- 柗田千春（茨城県潮来市長）
- 原浩道（茨城県潮来市長）
- 岡野敬四郎（茨城県神栖市長）
- 保立一男（茨城県神栖市長）
- 石田進（茨城県神栖市長）
- 鬼沢保平（茨城県鉾田市長）
- 岸田一夫（茨城県鉾田市長）
- 坂本俊彦（茨城県行方市長）
- 伊藤孝一（茨城県行方市長）
- 鈴木周也（茨城県行方市長）
- 塚本光男（茨城県取手市長）
- 中村修（茨城県取手市長）
- 根本洋治（茨城県牛久市長）
- 沼田和利（茨城県牛久市長）
- 中山一生（茨城県龍ケ崎市長）
- 萩原勇（茨城県龍ケ崎市長）
- 久保田健一郎（茨城県石岡市長）
- 今泉文彦（茨城県石岡市長）
- 谷島洋司（茨城県石岡市長）
- 高城功（茨城県稲敷市長）
- 田口久克（茨城県稲敷市長）
- 筧信太郎（茨城県稲敷市長）
- 鈴木三男（茨城県かすみがうら市長）
- 坪井透（茨城県かすみがうら市長）
- 飯島善（茨城県つくばみらい市長）
- 片庭正雄（茨城県つくばみらい市長）
- 小田川浩（茨城県つくばみらい市長）
- 佐々木喜章（茨城県北相馬郡利根町長）
- 飯島雷輔（茨城県古河市長）
- 小久保忠男（茨城県古河市長）
- 菅谷憲一郎（茨城県古河市長）
- 針谷力（茨城県古河市長）
- 冨山省三（茨城県筑西市長）
- 吉沢範夫（茨城県筑西市長）
- 須藤茂（茨城県筑西市長）
- 菊池豊（茨城県下館市長）
- 松岡龍雄（茨城県下館市長）
- 木村敏文（茨城県坂東市長）
- 杉田光良（茨城県常総市長）
- 高杉徹（茨城県常総市長）
- 神達岳志（茨城県常総市長）
- 小篠雄二郎（茨城県結城市長）
- 荒井秀吉（茨城県結城市長）
- 小林栄（茨城県結城市長）
- 中田裕（茨城県桜川市長）
- 大塚秀喜（茨城県桜川市長）
- 菊池博（茨城県下妻市長）
- 知久清志（茨城県猿島郡五霞町長）
- 橋本正裕（茨城県猿島郡境町長）
- 大久保司（茨城県結城郡八千代町長）
- 谷中聰（茨城県結城郡八千代町長）
- 千葉繁（第8代茨城県稲敷郡阿見町長、第25代阿見町議会副議長）：阿見町

### 官僚
- 小幡政人（初代国土交通事務次官）：土浦市
- 菊池浩（第2代出入国在留管理庁長官）
- 飛田幹男（国土地理院長）
- 奈須野太（経済産業省産業技術環境局長、中小企業庁次長）
- 根道廣吉（初代調達庁長官、第2代特別調達庁長官）
- 松本作衛（第3代農林水産事務次官）
- 望月明雄（内閣官房内閣審議官、内閣官房デジタル行財政改革会議事務局長代理、総務省大臣官房地域力創造審議官、第15代内閣府沖縄振興局長）：茨城町[1]
- 吉永隆博（気象庁次長）：筑西市[2]

### 軍人・自衛官
- 菊池慎之助（陸軍大将、教育総監）：水戸市
- 塚田攻（陸軍大将）
- 飯村穣（陸軍中将、総力戦研究所所長）
- 小泉正保（陸軍中将）：水戸市
- 小池安之（陸軍中将）
- 柴山兼四郎（陸軍中将）
- 柴勝三郎（陸軍中将）
- 谷萩那華雄（陸軍少将）
- 高須四郎（海軍大将）：稲敷郡桜川村（現：稲敷市）
- 五藤存知（海軍中将）
- 武井大助（海軍主計中将、元安田銀行・文化放送社長）
- 栗田健男（海軍中将）：水戸市
- 藤田信雄（海軍中尉）
- 荻谷信男（海軍少尉）
- 末延隆成（二等陸曹）
- 生田目修（航空幕僚長）
- 伊藤祐靖（二等海佐）

### 警察関係者
- 平塚八兵衛（警視庁警視）：土浦市

## 文化人

### 画家
- 靉嘔：行方郡玉造町（現：行方市）
- 小川芋銭：新治県城中村（現：牛久市）。出生地は赤坂の牛久藩邸
- 川原井正
- 河鍋暁斎：古河市
- 木村武山：笠間市
- 小堀進：潮来市
- 雪村：常陸大宮市
- 間島秀徳：取手市
- 立原杏所：水戸市
- 利根山光人：結城市
- 中村彝：水戸市
- 那波多目功一：那珂湊市（現：ひたちなか市）
- 服部正一郎：龍ケ崎市
- 山下りん：笠間市
- 横山大観：水戸市
- 富張広司：猿島郡境町
- 松本楓湖：常陸国河内郡寺内村（現：稲敷市寺内）
- 森田茂：真壁郡下館町（現：筑西市）

### 写真家
- 川田喜久治：土浦市

### 建築家
- 土浦亀城：水戸市
- 吉原正：日立市
- 妹島和世：日立市
- 早川正夫
- 武藤清（作品に霞が関ビル、世界貿易センタービルディング、サンシャイン60など）：取手市
- 小林政一（作品に明治神宮外苑など）

### 彫刻家
- 浅賀正治（石彫家）：桜川市在住。出身は山形県
- 木内克：水戸市
- 蛭田二郎：北茨城市
- 市村緑郎：下妻市

### 陶芸家
- 板谷波山：真壁郡下館町（現：筑西市）

### 作家
- 薄井ゆうじ（小説家、吉川英治文学新人賞受賞）：水戸市
- 小林久三（推理作家、江戸川乱歩賞受賞）：古河市
- 中嶋博行（推理作家、評論家、弁護士、江戸川乱歩賞受賞）：下館市（現：筑西市）
- 檜山良昭（推理作家、SF作家）：水戸市
- 上野正彦（法医学者、小説家）
- 近藤陽次（宇宙物理学者、SF作家）：日立市
- 小林光恵（代表作は『おたんこナース』、『ナースマン』など）：行方市
- 永井路子（直木賞受賞、菊池寛賞受賞）：古河市
- 出久根達郎（直木賞受賞）：行方郡北浦町（現：行方市）
- 海老沢泰久（直木賞受賞）
- 埜口保男（小学館ノンフィクション大賞受賞）：稲敷市
- 大泉実成（ノンフィクションライター）：日立市（生まれは東京都）
- 佐賀純一（作家、開業医。老人より聞き書きした著書多数。外国語に翻訳された作品も有り。『浅草博徒一代』など）：土浦市
- 中沢健（講談社BOX新人賞受賞）：真壁郡協和町（現：筑西市）
- 能町みね子：牛久市（生まれは北海道）
- 吉川潮：下館市（現：筑西市）
- 石河幹明：水戸市
- 滝平二郎（切り絵作家）小美玉市
- 菊池幽芳（代表作は『己が罪』、『乳姉妹』など）：水戸市
- 大辻慎吾 2023年4.5月 日本ペンクラブ会員 龍ケ崎市 （新潮社 アイヌ物語 警察病院脱走女詐欺師 新赤落ち ）テレビ映画 大都会 西部警察出演

### 詩人
- 新川和江：結城市
- 野口雨情：多賀郡磯原村（現：北茨城市）
- 横瀬夜雨：結城郡大宝村（現：下妻市）

### 歌人・俳人
- 長塚節：結城郡石下町（現：常総市）。茨城県尋常中学校（現：水戸一高）中退
- 高野素十：取手市
- 染野太朗

### 評論家
- 立花隆：水戸市（生まれは長崎県長崎市）。水戸一高から東京都立上野高等学校へ転校
- 徳大寺有恒：東京都生まれ。水戸一高卒
- 大槻奈那：金融アナリスト、名古屋商科大学大学院教授

### 漫画家
- 浅野いにお：行方市
- アベツカサ
- 天音佑湖：笠間市
- 石塚真一：常総市
- いばら美喜
- 内山まもる：鉾田市
- 海野やよい
- 遠藤達哉：古河市
- 大久保亜夜子
- 大和田秀樹
- 岡野玲子：古河市
- 折原みと：石岡市
- かわかみじゅんこ
- 川津健二朗
- 菊田みちよ
- きむらひろき：龍ケ崎市
- Quro
- 小島あきら
- 小林じんこ：土浦市
- 小室孝太郎
- 佐渡川準：利根町
- 鷹岬諒：土浦市
- 照丘真弓
- 豊田徹也
- 長イキアキヒコ：龍ケ崎市
- 日向武史
- 藤枝雅：日立市
- 古谷三敏：旧満州奉天生まれ、鹿島郡神栖町（現：神栖市）育ち
- みつはしちかこ：茨城県石岡市生まれ、東京都中野区育ち
- 森井ケンシロウ：牛久市
- もりしげ
- 雪丸もえ
- 山本ヤマト

### 映画監督
- 大川俊道
- 柳町光男（代表作は『カミュなんて知らない』など。『さらば愛しき大地』は出身の隣町である鹿嶋市を舞台に描いている）：潮来市
- 樋口真嗣（代表作は『ローレライ』、『日本沈没』（2006年版）など）：東京都出身で古河市に居住。いばらき大使を務める
- 菱川勢一（代表作は『youth』、『ハモニカ太陽』、『新青春』）：つくばみらい市
- 梶間俊一
- 栗山富夫（代表作は『釣りバカ日誌』シリーズ」）：鉾田市
- 深作欣二（代表作は『仁義なき戦い』シリーズ、『蒲田行進曲』、『バトル・ロワイアル』など）：水戸市
- 小泉堯史（代表作は『雨あがる』、『阿弥陀堂だより』、『博士の愛した数式』など）：水戸市
- 久松静児
- 中村義洋
- 萩庭貞明（『ミナミの帝王』シリーズなど）

### アニメーション制作関係者
- 浅野恭司（アニメーター）：古河市
- 伊藤郁子（アニメーター）
- 大月俊倫（アニメーションエグゼクティブプロデューサー、キングレコード常務取締役、ガンジス）
- 齋藤優一郎（アニメーション映画制作会社『スタジオ地図』プロデューサー/代表取締役）：守谷市
- 座古明史（アニメ演出家）
- 滝晃一（アニメ脚本家）
- 富岡哲也（アニメーションプロデューサー）：つくば市
- 藤咲淳一（アニメ脚本家、アニメ監督）
- 吉岡たかを（アニメ脚本家）：境町
- ラレコ（ウェブアニメーター）
- 芦名みのる（アニメ監督兼獣医師）：つくば市在住

### ゲームクリエイター
- 坂口博信（ミストウォーカー代表、ファイナルファンタジーシリーズ開発者）：日立市
- 薗部博之（パリティビット代表、ダービースタリオン開発者）：下妻市

### 作曲家・作詞家
- 大久保博（作曲家。バンダイナムコスタジオ所属。代表作：リッジレーサー、アイドルマスター）：土浦市
- 飯田つのみ（作詞家）（ノンフィクション作家）：水戸市育ち。茨城キリスト教学園出身。東京都品川区生まれ
- 池辺晋一郎（作曲家）：水戸市
- きたたかし：水戸市
- 佐藤眞（作曲家）：水戸市
- 長生淳（作曲家）：小学生時代は東海村
- 吉田正：多賀郡高鈴村（現：日立市）
- 淺野勝盛：鉾田市
- 渡辺翔
- 白戸佑輔（作曲家、編曲家、作詞家、ベーシスト、ピアニスト）：取手市
- 宮本貴奈（ピアニスト、作曲家）：結城市
- 高野公男：日立市
- 新山俊也：筑西市

### 学者

#### 人文科学者
- 市村瓚次郎（歴史学者、元國學院大學学長）：つくば市
- 雨海博洋（国文学者、元二松学舎大学学長）
- 栗田寛（歴史学者、帝国大学教授）：水戸市
- 赤塚忠（歴史学者、元東京大学教授）
- 肥後和男（歴史学者、東京教育大学名誉教授）：大子町
- 小島晋治（歴史学者、東京大学名誉教授）：古河市
- 平㔟隆郎（歴史学者、東京大学東洋文化研究所教授）
- 内藤耻叟（歴史学者、国語学者）：水戸市
- 五来重（民俗学者）：日立市
- 北垣信行（ロシア文学者、東京大学元教授）：下妻市
- 佐久良東雄（国学者）：石岡市
- 村山七郎（言語学者、九州大学元教授）
- 一ノ瀬正樹（哲学者、東京大学教授）：土浦市

#### 社会科学者
- 蓼沼謙一（法学者、元一橋大学学長）：水戸市
- 黒澤清（会計学者、企業会計原則の創設者、元横浜国立大学学長）：ひたちなか市
- 塩澤昌貞（経済学者、早稲田大学第2代総長）：水戸市
- 鳥居泰彦 - 経済学者、元慶應義塾大学塾長：水戸市
- 小山松吉（法学者、元検事総長、法政大学総長、司法大臣）：水戸市
- 大谷實（法学者、同志社大学総長）
- 岡村司（法学者、京都帝国大学教授）：古河市
- 染野義信（法学者、日本大学名誉教授）
- 信夫淳平（法学者、早稲田大学教授、中華民国顧問）
- 五来欣造（政治学者、文学者、早稲田大学教授）：常陸太田市
- 松本三之介（政治学者、東京大学教授）
- 安藤次男（政治学者、立命館大学教授）
- 鳥飼行博（経済学者）
- 広沢吉平（農業経済学者）：桜川市

#### 自然科学者
- 渡辺寧（電子工学者、4代目静岡大学学長）：日立市
- 小野友五郎（和算家、幕臣、咸臨丸艦長）：笠間市
- 村松茂清（和算家、日本で最初に円周率を、数学的に正しく計算した人物）：東海村
- 江口徹（物理学者、京都大学基礎物理学研究所所長）：土浦市
- 大槻東巳（物理学者）：古河市 - 大槻義彦の息子
- 西島和彦（物理学者、東京大学名誉教授、京都大学名誉教授）：土浦市
- 松野太郎（気象学者、地球物理学者、海洋研究開発機構地球環境フロンティア研究センター長）：水戸市
- 沼田眞（生態学、千葉大学名誉教授）土浦市
- 松村任三（植物学者、帝国大学教授、小石川植物園園長）：高萩市
- 栗原百寿（農業経済学者）：城里町
- 上野正彦（医学者、作家、「死体は語る」など）
- 高野六郎（医学者、北里柴三郎研究所所長、慶應義塾大学教授）：八千代町
- 本間玄調（医学者）：小美玉市
- 手塚良仙（医学者、手塚治虫の先祖）
- 矢数道明（医師、医学博士、医史学者、日本東洋医学会理事長）：常陸大宮市
- 佐藤進（医学者、日本陸軍軍医、順天堂医院院長、アジア人として初めて医学士の学位を取得）：常陸太田市
- 森道伯（漢方医、一貫堂医学の創始者）：水戸市
- 多田富雄（免疫学者、東京大学名誉教授）：結城市
- 市川厚一（病理学者、北海道帝国大学教授）：桜川市
- 石田晴久（計算機科学者、東京大学名誉教授）：つくば市
- 山本良一（工学者、東京大学生産技術研究所教授）：水戸市
- 沼知福三郎（機械工学者、日本学士院賞受賞、文化功労者）：常陸太田市
- 鷹見泉石（蘭学者、地理学者）：古河市
- 沼尻墨僊（地理学者）：土浦市
- 長久保赤水（地理学者）：高萩市
- 柏原正樹（数学者）：結城市
- 黒沢英一（植物学者）：つくばみらい市
- 飯田吉英（畜産学者）：かすみがうら市

#### 応用科学者
- 井尻哲也（スポーツ科学者、北海道日本ハムファイターズアナリスト）：つくば市
- 永井道明（体育学者、東京高等師範学校・東京女子高等師範学校教授）：水戸市[3]

#### 水戸学の研究者
- 徳川斉昭
- 藤田幽谷
- 藤田東湖
- 会沢正志斎
- 豊田天功
- 戸田忠太夫

### 教育者
- 梅村清光 - (学校法人梅村学園の創立者)
- 安達壽雄 - (学校法人安達学園の創立者)
- 大矢敏行（学校法人大矢学園創立者）
- 黒沢酉蔵（酪農学園大学創立者）：常陸太田市
- 黒沢登幾（日本最初の女性教師）：城里町
- 柴沼直 - (東京教育大学（現筑波大学）初代学長、桐朋学園理事長)
- 豊田芙雄（女子高等教育の先駆者、日本の保母第1号）：水戸市
- 長谷川良信（淑徳大学創立者）：南山内村（現：笠間市）
- 福西基（小学校・中学校教員、元下妻小友幼稚園園長。かつて日本国内最高齢男性となっていた人物）：宗道村（現：下妻市）
- 渡辺嘉重（日本で最初の子守学校の創立者、常総学院中学校・高等学校創立者）：花島村（現：常総市）

### アナウンサー

#### NHK
（現在所属の放送局などは各人物の項目を参照）
- 打越裕樹：ひたちなか市
- 笠井大輔：取手市
- 鈴木健一：土浦市
- 寺門亜衣子：水戸市
- 中川富雄：土浦市
- 中村慶子：取手市
- 結城さとみ：北相馬郡藤代町（現：取手市）

#### 民放
（アナウンサー職を離れた人物も含む）
- 安斎摩紀 - ミヤギテレビ：日立市
- 今湊敬樹 - フジテレビ：笠間市
- 蛯原哲 - 日本テレビ：取手市
- 大川敦子 - メ〜テレ：牛久市
- 大関隼 - ラジオNIKKEI：日立市
- 大野智子 - 福島中央テレビ：古河市
- 風見好栄 - IBC岩手放送：土浦市（旧：新治村）
- 上岡元 - 岡山放送：つくばみらい市（旧：伊奈町）
- 川島秀成 - 福井放送：土浦市
- 木村拓也 - フジテレビ：古河市（生まれは秋田県）
- 来栖正之 - 毎日放送：石岡市
- 斎藤哲也 - TBSテレビ：取手市
- 鈴木健太 - 毎日放送：常総市（旧：石下町）生まれ。東京都と取手市で育つ
- 大藤晋司 - テレビ北海道、元中京テレビ：高萩市
- 高崎春 - フジテレビ
- 武田和歌子 - 朝日放送：古河市
- 田口彩夏 - 北海道テレビ放送：東海村
- 冨田有紀 - テレビ東京
- 西美香 - チューリップテレビ：土浦市
- 野口ちひろ - 東日本放送：水戸市

#### フリー・退職者
- 相川梨絵 - フリー、元共同テレビ所属・一時フジテレビ出向→元セントフォース所属：牛久市
- 市野瀬瞳 - フリー、元新潟総合テレビ→元中京テレビ放送（幼少時に新潟へ引っ越す）
- 薄井しお里 - フリー、元東北放送
- 大島千穂 - 元茨城放送（現：LuckyFM茨城放送）：結城市
- 岡山裕子 - フリー（ノット・コミュニケーションズ所属）、元メ〜テレ、気象予報士：龍ケ崎市
- 神原千恵 - 元NHK水戸放送局契約キャスター→元茨城放送パーソナリティー：筑西市、旧関城町
- 工藤わこ - フリー：取手市
- 鈴木沙喜代 - 元ミヤギテレビ：つくば市
- 千ヶ崎公子 - フリー、元愛媛朝日テレビ→元ラジオNIKKEI→（名古屋タレントビューロー所属）元メ〜テレ→フリー：鹿嶋市
- 西村美月 - NHK契約キャスター、元水戸局→新潟局契約キャスター：取手市
- 宮田英里 - NHK水戸放送局契約キャスター、元放送大学学園→元茨城放送：かすみがうら市、旧千代田町

### その他の文化人
- 飯塚伊賀七（発明家）：谷田部新町村（現つくば市）
- 鵜飼玉川（写真師）
- 大塚博紀（空手家、和道流空手道の開祖）：下館市
- 川又昻（映画カメラマン）：水戸市
- 斉藤守弘（合気道家）：笠間市
- 須藤玲子（テキスタイルデザイナー）
- 瀬尾脩（映画カメラマン）
- 長谷川五郎（ゲーム研究者、オセロの開発者）：水戸市
- 中村桂林（幕末の医師、漢詩人）：常総市
- 根岸浜吉（根岸興行部創立者）：つくば市
- 宮崎恭一（音楽・映画プロデューサー）
- 諸星衛（北方領土問題対策協会理事長、NHKインターナショナル理事長、日本赤十字社理事）[4]
- 米田まりな（整理収納アドバイザー、作家）

## 芸能人

### シンガーソングライター
- 石崎ひゅーい：水戸市
- 磯山純：水戸市
- 伊藤真澄
- 遠藤賢司：勝田市（現：ひたちなか市）
- 大塚利恵：北茨城市
- おおはた雄一：土浦市
- 小室みつ子：土浦市
- NIKIIE：常陸大宮市
- 間々田優
- まつきあゆむ：取手市

### ミュージシャン
- t-Ace：水戸市
- 上妻宏光（三味線）：日立市
- 飯島真理：土浦市
- 石井竜也（米米CLUB）：北茨城市
- 上野耕平（サクソフォーン奏者）：東海村
- 岡部磨知（ヴァイオリニスト）：日立市
- オダクラユウ（ギタリスト・アレンジャー・作曲家）：水戸市
- KATSUMI：日立市
- 金子美奈子（米米CLUB） ※石井竜也の実妹
- 鎌田雅人：ひたちなか市
- 木村大（クラシックギタリスト）：土浦市
- 小林光一（MAYKIDZ、SAY MY NAME.、超飛行少年）（那珂市）
- 千野隆尋（GOOD ON THE REEL）：古河市
- 堂島孝平：大阪府生まれ、取手市育ち
- TOSHI-LOW（BRAHMANボーカル）：水戸市
- 廣原武美（三味線）：東海村
- マシコタツロウ：常陸太田市
- 寺内タケシ：土浦市
- 踊正太郎（津軽三味線）：石岡市
- 佐藤シンイチロウ（the pillows）
- 山田将司（THE BACK HORN）
- まついえつこ（エレキ琵琶奏者・作曲家・歌手）：瓜連町（現：那珂市）
- 淺野勝盛：鉾田市
- 鈴華ゆう子（和楽器バンド、華風月、詩吟師範、ミスニコ生）：水戸市

### バンド
- L⇔R
- 超飛行少年
- cali≠gari
- MUCC
- ラヴィアンローズ
- かぐら
- plenty
- 真空ホロウ
- BxAxG
- FACT
- THE CREATOR OF
- COCK ROACH：水戸市
- LUNCH TIME SPEAX：水戸市
- the quiet room

### 歌手
- 西城慶子：筑西市
- キタキマユ：鹿嶋市
- 五條真由美：水戸市
- 城之内早苗：鹿島郡神栖町（現：神栖市）
- 高田梢枝：新治郡八郷町（現：石岡市）
- 宮内タカユキ：小美玉市
- 湯原昌幸：牛久市
- 吉野みづほ
- 水橋舞（メイリア名義でGARNiDELiAのボーカルとしても活動）

### オペラ歌手
- 中丸三千繪：下館市（現：筑西市）

### DJ
- DJ DRAGON：土浦市
- DJ KRUSH
- DJ'TEKINA//SOMETHING（ゆよゆっぺ名義で音楽プロデューサーや楽曲制作をしている）：東茨城郡大洗町
- MAYURI

### 俳優・女優
- 安達勇人：桜川市
- 安藤絵里菜
- 池内博之：勝田市（現：ひたちなか市）
- 伊藤慶徳：日立市
- 茨城ヲデル：つくば市
- 梅宮辰夫：水戸市
- 海老澤佳奈：水戸市
- 大庭すみ花：鹿嶋市
- 小沼将太
- 小野妃香里
- 香川京子：行方市
- 加藤良輔：水戸市
- 勝村美香：水戸市
- 神永圭佑：結城市
- 菊池和澄
- 木村啓太
- 木村葉月
- 木村遼希
- 駒木根葵汰
- 倉田保昭：新治郡桜村（現：つくば市）
- 栗原瞳
- 栗山千明：土浦市
- 桑名里瑛
- 小室優太
- 齋藤英文：西茨城郡友部町（現：笠間市）
- 澤畠流星
- 白石美帆：那珂郡大宮町（現：常陸大宮市）
- 白水萌生
- 関元彩水
- 高木美嘉：水戸市
- 武石愛未
- 田村英里子：勝田市（現：ひたちなか市）
- 寺門仁美
- 永作博美：行方郡麻生町（現：行方市）
- 中島ゆたか：水戸市
- 根矢涼香：東茨城郡茨城町
- 倍賞美津子
- 羽田美智子：水海道市（現：常総市）
- 鳩谷紗彩
- 花島優子：牛久市
- 原田美欧：土浦市
- 平塚真介：東茨城郡城里町
- 本田博太郎：水戸市
- 三浦春馬：土浦市
- 箕輪萌香
- 村山優香：北茨城市
- 柳生博：稲敷郡阿見町
- 山中聡
- 山中崇史
- 和田浩治：水戸市
- 渡辺篤史：下妻市
- 渡辺徹：古河市（生まれは栃木県小山市）
- 渡辺裕之：水戸市
- 淺野勝盛：鉾田市
- 渡部豪太：日立市

### 宝塚歌劇団
- 美弥るりか：元月組男役
- 七海ひろき：元星組男役
- 七帆ひかる：元宙組男役
- 藤岡沙也香：元花組娘役
- 花陽みく：元月組娘役
- 愛風ゆめ：元月組娘役
- 雅耀：月組男役

### タレント・アイドル
- 安西玲奈
- 石浜芽衣（虹のコンキスタドール）
- 石原由希（元IDO☆HOLIC）
- 磯山さやか：鉾田市
- 乾曜子（元中野風女シスターズ・風男塾：紫集院曜介、PPエンタープライズ代表取締役）：牛久市
- 猪俣周杜（timelesz）
- 岩橋さき（元ChuLa）
- 内山あきこ
- AKB48グループ
  - AKB48
    - 大盛真歩

  - AKB48元メンバー
    - 高橋朱里（現Rocket Punch）
    - 岡部麟：日立市
- エリー
- 河西りえ
- 和希優美：水戸市
- 加藤里保菜
- 神野まるみ
- 菊地姫奈
- 吉川友（ソロ歌手）
- 清原優希乃
- 桐原美月（CANDY TUNE、元リルネード）
- 倉島颯良（元さくら学院）
- 来栖あつこ：北茨城市
- 小松もか（元ハコイリ♡ムスメ）
- 坂道シリーズ
  - 櫻坂46元メンバー
    - 渡辺梨加[5]：東海村
    - 渡邉理佐[5]：取手市
    - 上村莉菜[6]：牛久市（出身は千葉県）
- 桜木心菜（私立恵比寿中学）
- 里仲菜月
- 三五十五（電撃ネットワーク）：日立市
- 椎名歩美
- 助川まりえ
- 鈴木奈々：龍ケ崎市
- 谷桃子：鹿嶋市
- 寺田拓哉（CROSS GENE）：守谷市
- 永作あいり（元恵比寿マスカッツ）：稲敷郡美浦村
- 長妻怜央（7ORDER）
- 七五三掛龍也（Travis Japan）：古河市
- ニーナ南：旧芸名は新名美波。
- 西尾希美
- 西野花恋
- 西野小春
- 根本凪（元でんぱ組.inc兼虹のコンキスタドール）
- 野口衣織（=LOVE）
- 秦野なつき
- 羽山誓ジュノンボーイ、作詞家、タレント
- ふくだあかり
- 前嶋しょうこ：水戸市
- マギー司郎：下館市（現：筑西市）
- 松ありさ
- 松居直美：筑波郡谷田部町（現：つくば市）
- 松川佑依子
- 松永涼子
- 宮西亜紗美
- 武藤彩未（元さくら学院）
- 森安真弓
- 湯本美咲
- ローカル岡：那珂市
- 山本麗菜
- 雪祈
- わたげ（元chuLa、YouTuber。生まれは福岡県）

### モデル
- 池田恵
- 石井美絵子
- 井上奈美
- 遠藤瞳
- 大島なぎさ
- 小田愛実
- 小野明日香
- 木村楓
- 北山詩織
- 鈴木瑠華
- 高橋彩
- 田口実佳
- 西野実見
- 藤岡静香
- 本田真歩：守谷市
- 峰のぞ美
- 森山沙月：神栖市
- 夢子
- 夢咲ももな

### 落語家
- 2代目金原亭馬の助：美浦村
- 9代目三笑亭可楽：鹿嶋市
- 三遊亭小とり：取手市
- 立川志のぽん
- 立川成幸：小美玉市
- 立川談大
- 7代目三升家小勝：岩瀬町（現：桜川市）
- 3代目柳家さん助：常陸太田市

### お笑い芸人
- 赤プル：結城郡石下町（現：常総市）
- 綾部祐二（ピース）：総和町（現：古河市）
- アントキの猪木：新治郡千代田町（現：かすみがうら市）
- エド・はるみ：鹿島郡波崎町（現：神栖市）
- 江戸むらさき：下妻市
- カミナリ：鉾田市
- ぐりんぴーす
- 黒沢かずこ（森三中）：ひたちなか市
- 黒田俊幸（ダブルブッキング）：久慈郡大子町
- 5番6番
  - 樋口和之：総和町（現：古河市）
  - 猿橋英之：五霞町
- 佐久間一行：東茨城郡常澄村（現：水戸市）
- Gたかし：筑西市
- 都築拓紀（四千頭身）：龍ケ崎市
- どんぐりたけし（怪奇!YesどんぐりRPG）：牛久市
- 虹の黄昏
- ノブ（ノブ&フッキー）：鉾田市
- 鳩山来留夫
- ピテカントロプス：下館市（現：筑西市）
- 檜山豊（ホーム・チーム）：日立市
- マギー司郎：下館市（現：筑西市）
- ミニタニ：水戸市
- 村上健志（フルーツポンチ）：牛久市
- メグちゃん：水戸市
- 渡辺直美：石岡市

### 声優
- 秋山久美
- 池羽悠
- 石井孝英
- 石上裕一
- 江口拓也（生まれは東京都世田谷区）
- あおきさやか：古河市
- 加藤奈々絵
- 神谷浩史：牛久市（生まれは千葉県松戸市）[7]
- 代永翼：牛久市（生まれは神奈川県）
- 亀井芳子
- 烏丸祐一：下館市（現：筑西市）
- 川庄美雪
- 櫛田泰道[8]
- 櫻川めぐ：真壁郡真壁町（現：桜川市）
- 篠崎愛
- 志村知幸：日立市
- 菅原慎介
- 滝下毅
- 田所あずさ：水戸市
- 手塚ヒロミチ
- 鉄炮塚葉子：下館市（現：筑西市）
- 飛田展男：水戸市[9]
- 戸部公爾
- 豊嶋真千子：取手市
- 豊田萌絵
- 中島愛
- 根本幸多
- 根本京里
- 松岡孝明
- 前野智昭：下妻市[10]
- 巻島直樹
- 皆川純子：土浦市
- 宮本佳那子：土浦市
- 村中知

## スポーツ選手

### 相撲
- 稲妻雷五郎（元第7代横綱）：稲敷市
- 常陸山谷右エ門（元第19代横綱）：水戸市
- 男女ノ川登三（元第34代横綱）：つくば市
- 鹿嶋洋起市（元前頭）：大洗町
- 常陸海光房（元前頭）：つくばみらい市
- 大内山平吉（元大関）：ひたちなか市
- 海乃山勇（元関脇）：龍ケ崎市
- 若浪順（元小結）：坂東市
- 多賀竜昇司（元関脇、現：鏡山親方）：日立市
- 水戸泉政人（元関脇、現：錦戸親方）：水戸市
- 大至伸行（元前頭）：日立市
- 日立龍栄一（元前頭）：日立市
- 武双山正士（元大関、現：藤島親方）：水戸市
- 雅山哲士（元大関、現：二子山親方）：水戸市
- 稀勢の里寛（元第72代横綱、現：二所ノ関親方）：牛久市（生まれは兵庫県芦屋市）
- 髙安晃（大関）：土浦市
- 天空海翔馬（前頭）：大洗町
- 武将山虎太郎（十両）：水戸市

### 柔道
- 岡野功（1964年東京オリンピック男子中量級金メダリスト）：龍ケ崎市
- 関根忍（ミュンヘンオリンピック男子中量級金メダリスト）：東茨城郡大洗町
- 鈴木桂治（アテネオリンピック男子100kg超級金メダリスト）：結城郡石下町（現：常総市）
- 瀧本誠（シドニーオリンピック男子81kg級金メダリスト）：岩井市（現：坂東市）
- 塚田真希（アテネオリンピック女子78kg級金メダリスト）：下妻市
- 小野卓志（2005年世界柔道選手権男子81kg級銅メダリスト）：常総市
- 福見友子（女子48kg級、公式戦で谷亮子に2度勝利した唯一の選手）：土浦市

### レスリング
- 小林孝至（ソウルオリンピック フリースタイル48kg級金メダリスト）：牛久市
- 富山英明（ロサンゼルスオリンピックフリースタイル57kg級金メダリスト）
- 入江隆（ロサンゼルスオリンピックフリースタイル48キロ級銀メダリスト）
- 稲葉泰弘（2010年世界選手権フリースタイル55kg級銅メダリスト）

### 野球
括弧内は選手・指導者歴共に、最終所属球団である。所属履歴は本文記事参照の事。

#### 現役プロ野球選手
あ
- 會澤翼（広島東洋カープ）：日立市
- 赤羽蓮（福岡ソフトバンクホークス）：稲敷郡河内町
- 一條力真（千葉ロッテマリーンズ）：石岡市
- 乾健斗（オリックス・バファローズ）：水戸市
- 遠藤淳志（広島東洋カープ）：土浦市
- 大関友久（福岡ソフトバンクホークス）：土浦市
- 大山悠輔（阪神タイガース）：下妻市

か
- 柿沼友哉（千葉ロッテマリーンズ）：つくば市
- 木村優人（千葉ロッテマリーンズ）：土浦市
- 古田島成龍（オリックス・バファローズ）：稲敷郡河内町

さ
- 鈴木昭汰（千葉ロッテマリーンズ）：土浦市

た
な
- 生田目翼（北海道日本ハムファイターズ）：常陸大宮市

は
- 細川成也（中日ドラゴンズ）：北茨城市（生まれは神奈川県厚木市）
- 日渡騰輝（中日ドラゴンズ）：龍ケ崎市

ま
- 美馬学（千葉ロッテマリーンズ）：北相馬郡藤代町（現：取手市）

や
- 柳町達（福岡ソフトバンクホークス）：稲敷市
- 山中尭之（オリックス・バファローズ）：結城市

わ
- 渡邉諒（阪神タイガース）：土浦市

#### プロ野球コーチ・監督（現役）
- 飯田大祐（オリックス・バファローズブルペン担当補佐コーチ）：稲敷郡阿見町
- 斉藤学（福岡ソフトバンクホークス三軍リハビリ担当コーチ）：下館市（現：筑西市）

#### 元プロ野球選手
あ
- 阿井英二郎（千葉ロッテマリーンズ）：稲敷郡美浦村
- 安藤統男（阪神タイガース）：土浦市
- 井川慶（兵庫ブルーサンダーズ）：東茨城郡大洗町
- 井坂亮平（東北楽天ゴールデンイーグルス）：取手市
- 石崎剛（千葉ロッテマリーンズ）：古河市
- 岩本守道（横浜ベイスターズ）
- 江尻亮（千葉ロッテマリーンズ）：日立市
- 大久保博元（東北楽天ゴールデンイーグルス）：東茨城郡大洗町
- 大塚淳（東京ヤクルトスワローズ）：土浦市
- 大友進（中日ドラゴンズ）：多賀郡十王町（現：日立市）
- 大野久（中日ドラゴンズ）：取手市
- 大原慎司（横浜DeNAベイスターズ）：日立市
- 小山田保裕（横浜ベイスターズ）：下館市（現：筑西市）

か
- 加茂川重治（横浜大洋ホエールズ）
- 金澤健人（福岡ソフトバンクホークス）：北茨城市
- 金沢次男（千葉ロッテマリーンズ）：常陸太田市
- 鴨志田貴司（オリックス・バファローズ）：久慈郡大子町
- 菊田拡和（読売ジャイアンツ）:土浦市
- 菊池保則（広島東洋カープ）：久慈郡大子町
- 清原大貴（阪神タイガース）：龍ケ崎市
- 神戸拓光（千葉ロッテマリーンズ）：牛久市
- 小松崎善久（中日ドラゴンズ）：新治郡千代田町（現：かすみがうら市）

さ
- 坂克彦（茨城アストロプラネッツ）：新治郡霞ヶ浦町（現：かすみがうら市）
- 坂本大空也（横浜ベイスターズ）：稲敷市
- 坂寄晴一（オリックス・バファローズ）：鉾田市
- 佐野如一（オリックス・バファローズ）：土浦市
- 鈴木康二朗（近鉄バファローズ）：北茨城市
- 鈴木寛人（広島東洋カープ）：筑西市
- 須田幸太（横浜DeNAベイスターズ）：石岡市

た
- 田口昌徳（千葉ロッテマリーンズ）：北相馬郡藤代町（現：取手市）
- 髙橋優貴（読売ジャイアンツ）:ひたちなか市
- 高柳秀樹（中日ドラゴンズ）：鹿島郡鉾田町（現：鉾田市）
- 田宮謙次郎（味全ドラゴンズ）：下館市（現：筑西市）
- 塚田正義（福岡ソフトバンクホークス）：古河市
- 塚原頌平（オリックス・バファローズ）：結城市
- 東野峻（横浜DeNAベイスターズ）：鹿島郡鉾田町（現：鉾田市）
- 豊田泰光（近鉄バファローズ）：久慈郡大子町

な
- 長峰昌司（茨城アストロプラネッツ）：鹿島郡鉾田町（現：鉾田市）
- 仁志敏久（横浜べイスターズ）：古河市
- 西宮悠介（東北楽天ゴールデンイーグルス）：土浦市
- 根本薫（オリックス・バファローズ）：稲敷市
- 根本陸夫（福岡ダイエーホークス）：水戸市
- 野澤佑斗（福岡ソフトバンクホークス）：古河市
- 野口祥順（東京ヤクルトスワローズ）：新治郡新治村（現：土浦市）

は
- 長谷川昌幸（オリックス・バファローズ）：鹿島郡波崎町（現：神栖市）
- 羽生田忠克（西武ライオンズ）：新治郡桜村（現：つくば市）
- 原嵩（千葉ロッテマリーンズ）：土浦市
- 春田剛（中日ドラゴンズ）：水戸市
- 広澤克実（阪神タイガース）：結城市（育ちは栃木県小山市）

ま
- 益田尚哉（広島東洋カープ）：結城市
- 森田丈武（東北楽天ゴールデンイーグルス）：つくば市

や
- 山田大樹（東京ヤクルトスワローズ）：つくば市

わ
- 渡辺直人（東北楽天ゴールデンイーグルス）：牛久市
- 渡辺秀一（福岡ダイエーホークス）：下館市（現：筑西市）

#### その他の選手
- 石井藤吉郎（東京六大学野球・社会人野球で活躍。1995年、野球殿堂入り）：大洗町
- 岡田桃香（元日本女子プロ野球機構）
- 木内幸男（高校野球指導者）：土浦市。土浦一高卒
- 砂押邦信（国鉄スワローズ監督）
- 飛田穂洲（学生野球指導者、学生野球の父、特別表彰で野球殿堂入り）：水戸市
- 大和貴弘（元・プロ野球審判員）

### バレーボール
- 坂本雄一郎（サントリーサンバーズ）：潮来市
- 田原香理：城里町
- 岡野知子：筑西市
- 澤畠雄一郎（堺ブレイザーズ）：日立市
- 樫村まどか（東レアローズ）：日立市
- 樫村大仁（サントリーサンバーズ）：日立市

### バスケットボール
- 石田剛規（東京エクセレンスHC）
- 高島一貴（横浜ビー・コルセアーズ選手）
- 岡里明美（富士通レッドウェーブ元ヘッドコーチ）
- 小沼めぐみ（富士通レッドウェーブ選手）
- 川﨑真由美（JOMOサンフラワーズ元選手）
- 谷村里佳（シャンソンVマジック選手）
- 矢代直美（元JALラビッツ選手。アテネオリンピック代表）

### ラグビー
- 栗原徹（日本代表選手、元サントリー）：潮来市
- 辻高志（日本代表選手、元NEC）
- 澤口高正（日本代表選手、元セコム）
- 村田義弘（日本代表選手、元リコー）
- 堺田純（関東代表選手、元パナソニック）
- 小松学（関東代表選手、三菱重工相模原）
- 岩爪航（高校日本代表選手、元クボタ）
- 青貫浩之（慶應義塾體育會蹴球部監督）：鹿嶋市
- 和田康二（慶應義塾體育會蹴球部GM）：鹿嶋市
- 今野達朗（7人制日本代表選手、クボタ）
- 小浜和己（元リコー）：守谷市
- 野口真寛（U19日本代表選手、元リコー）
- 小峰徹也（関東代表選手、元NTTコミュニケーションズ）
- 大塚大輔（元コカ・コーラ）
- 小野寺優太（U18日本代表選手、三菱重工相模原ダイナボアーズ）
- 飯山竜太（NEC）
- 尾又寛汰（Honda）
- 鈴木啓太（トヨタ）
- 丸山尚城（花園）
- 福田健太（トヨタ）
- 粥塚諒（神戸製鋼）：つくば市
- 郡司健吾（Honda）：水戸市
- 植村陽彦
- 横瀬慎太郎（日立製作所Sun Nexus）：土浦市

### ゴルフ
- 片山晋呉：下館市（現：筑西市）
- 金澤志奈：笠間市
- 細川和彦：守谷市
- 三塚優子：水戸市
- 畑岡奈紗：笠間市
- 星野陸也︰笠間市

### ボクシング
- 柴田国明（WBC世界フェザー級・WBA・WBC世界スーパーフェザー級王者）：日立市
- セレス小林（WBA世界スーパーフライ級王者）：坂東市
- 中島成雄（WBC世界ライトフライ級王者）：八千代町
- 椎野大輝（第43代OPBF東洋太平洋バンタム級王者）：稲敷市
- 加藤善孝（第57代日本ライト級王者・第45代OPBF東洋太平洋ライト級王者）：日立市
- 富施郁哉（第4代日本バンタム級ユース王者）：笠間市
- 保田克也（WBOアジアパシフィックライト級王者）：小美玉市

### プロレス
- 井上貴子（LLPW）：取手市
- 梅咲遥（ワールド女子プロレス・ディアナ）：牛久市
- 桜花由美（プロレスリングWAVE）：古河市
- 小川良成（プロレスリング・ノア）：取手市
- 海獣戦士オーアライダー（ごじゃっぺプロレス）：大洗町
- 香取貴大（フリー）：古河市
- 志賀賢太郎（フリー）：ひたちなか市
- 鈴芽（東京女子プロレス）
- ダイナソー拓真（2AW）：桜川市
- 田村男児（全日本プロレス）：鹿嶋市
- つくし（アイスリボン）：神栖市
- 朱鷺裕基（フリー）：取手市
- トミー茨城（2AW）：龍ケ崎市
- ナカタ・ユウタ（ごじゃっぺプロレス）：笠間市
- ハイパーミサヲ（東京女子プロレス）：鹿嶋市
- 松永智充（DDTプロレスリング）：古河市
- 村島克哉（新日本プロレス）：牛久市
- 山田太郎（暗黒プロレス組織666）：牛久市
- 吉田充宏（フリー）：つくばみらい市
- 瓦井寿也（フリー）：水戸市

### 総合格闘技
- 石田光洋：つくば市
- 大澤茂樹：牛久市
- 小見川道大
- 川尻達也：稲敷市
- 齋藤裕俊：猿島郡境町
- 桜井速人：龍ケ崎市
- 桜井隆多：水戸市
- 瀧本誠：坂東市
- 滑川康仁：北茨城市
- 幕大輔
- 水野竜也

### 競馬

#### JRA騎手・元騎手
- 石神深一
- 大江原圭
- 加藤士津八
- 藤田菜七子：守谷市
- 的場勇人
- 黛弘人
- 山本康志
- 横山和生
- 横山武史
- 横山典弘
- 横山賀一
- 吉田隼人
- 吉田豊
- 吉永護

#### JRA調教師・元調教師
- 上原博之：土浦市
- 久保田貴士
- 天間昭一

#### 競走馬
- ウィナーズサークル

### 競輪選手
- 芦澤大輔：取手市
- 雨谷一樹：桜川市
- 川村恵三
- 鈴木竜士
- 長塚智広（株式評論家。アテネオリンピック チームスプリント銀メダリスト）：取手市
- 宮本孝雄（元プロ野球選手）：龍ケ崎市
- 山口真未：古河市
- 吉田拓矢：つくば市

### その他のスポーツ選手
- 都平健二（レーサー）
- 野尻智紀（カーレーサー）
- 加藤正将（カーレーサー）：ひたちなか市
- 福智学（レーサー）
- 大川とみ（元卓球選手、世界卓球選手権で日本人女子初の金メダルを獲得）：常総市
- 恩氏孝夫（サッカー審判）
- HAYATO（キックボクサー）：つくば市
- 岡田忠之（ロードレースライダー）：水海道市（現：常総市）
- 川崎真裕美（陸上競歩。アテネオリンピック出場）：笠間市
- 川崎努（ショートトラック選手、スピードスケート男子5000mリレー銅メダリスト）
- 赤坂雄一（ショートトラック選手、スピードスケート男子5000mリレー銅メダリスト）
- 荻原大翔（イタリア語版）（スノーボーダー）：牛久市
- 小林由佳（フリークライマー）：那珂郡東海村
- 野口啓代（フリークライマー、IFSCボルダリング・ワールドカップ日本人女子初優勝）：龍ケ崎市
- 吉澤彩（馬術選手）
- 斉藤真理菜（陸上競技選手、やり投）：龍ケ崎市

## サッカー

### 現役選手

#### Jリーグ
- 山下諒時（ベガルタ仙台ユース）
- 沖悠哉（鹿島アントラーズ）
- 溝口修平（鹿島アントラーズ）：水戸市
- 塩田仁史（栃木SC）：日立市
- 岩上祐三（ザスパクサツ群馬）：日立市
- 太田徹郎（柏レイソル）：土浦市
- 滝本晴彦（柏レイソル）：坂東市
- 澤昌克（柏レイソル）：守谷市
- 川浪吾郎（ベガルタ仙台）：板東市
- 田向泰輝（徳島ヴォルティス）：水戸市
- 本間幸司（水戸ホーリーホック）：日立市
- 平戸太貴（FC町田ゼルビア）：ひたちなか市
- 大津祐樹（横浜F・マリノス）：水戸市
- 和田幹大（Y.S.C.C.横浜）
- 湯澤聖人（アビスパ福岡）：つくば市
- 後藤圭太（ファジアーノ岡山FC）：坂東市
- 飯田真輝（松本山雅FC）：取手市
- 高崎寛之（FC岐阜）：結城郡八千代町
- 浦上仁騎（AC長野パルセイロ）
- 石川大地（FC岐阜）：神栖市
- 大橋尚志（ツエーゲン金沢）：つくば市
- 鈴木崇文（ザスパクサツ群馬）：守谷市
- 澤口雅彦（ファジアーノ岡山）：神栖市
- 輪湖直樹（アビスパ福岡）：取手市
- 島田譲（アルビレックス新潟）
- 石神直哉（ギラヴァンツ北九州）：神栖市
- 川島大地（ギラヴァンツ北九州）：鹿嶋市
- 黒津勝（ガイナーレ鳥取）：古河市
- 山本啓人（鹿児島ユナイテッドFC）：神栖市
- 鈴木寿毅（FC琉球）：潮来市
- 瀧澤修平（テゲバジャーロ宮崎）
- 猪瀬康介（FC琉球）
- 飯田貴敬（京都サンガF.C.）：桜川市
- 有馬幸太郎（いわきFC）：小美玉市

#### 女子サッカー
- 小川志保（伊賀フットボールクラブくノ一）：鹿嶋市
- 京川舞（INAC神戸レオネッサ）：小美玉市

#### その他
- 大道広幸（グルージャ盛岡）：古河市
- 桜井正人（佐川印刷SC）
- 佐々木竜太（HBO東京）：鹿嶋市
- 野本泰崇（奈良クラブ）：鹿嶋市
- 柳澤隼（FC岐阜SECOND）：小美玉市
- 山本拓弥（エリースFC東京）：神栖市
- 岡田明久（鈴鹿アンリミテッドFC）：水戸市

#### 海外
- 町田浩樹（ロイヤルユニオンサンジロワーズ）：つくば市
- 上田綺世（フェイエノールト）：水戸市
- 中山雄太（ハダースフィールド・タウンFC）：龍ケ崎市
- カレン・ロバート（スパンブリーFC、タイ）：土浦市
- 杉本恵太（チェンライ・ユナイテッドFC、タイ）：潮来市
- 福田健人（ゲイラン・ユナイテッドFC、シンガポール）：取手市

#### 引退選手・指導者
- 浅野哲也（元名古屋グランパスエイト、現AC長野パルセイロ監督、前鹿児島ユナイテッドFC監督、元アビスパ福岡監督）：鉾田市
- 阿部吉朗（元FC東京）：つくば市
- 磯山和司（元水戸ホーリーホック、現大宮アルディージャU-12コーチ ）：下妻市
- 市川友也（元鹿島アントラーズ、鹿島アントラーズGKコーチ）：鹿嶋市
- 小澤英明：行方市
- 鎌田光夫（メキシコオリンピック銅メダリスト、第4回日本サッカー殿堂入り）
- 川原達也（元ザスパ草津）：潮来市
- 木澤正徳（水戸ホーリーホックコーチ）
- 北島義生（元湘南ベルマーレ）：常総市
- 小泉勇人（元ヴァンフォーレ甲府）：神栖市
- 小林久晃（元サガン鳥栖）：東海村
- 小林寛（元水戸ホーリーホック社長）
- 小林康剛（元鹿島アントラーズ）：東海村
- 桜井繁
- 鈴木隆行（元ジェフユナイテッド市原・千葉）：日立市
- 須田興輔（元モンテディオ山形）：古河市
- 園部勉（元フジタ工業、日本代表）
- 高橋昌大（元MIOびわこ草津）：古河市
- 寺田武史（元ザスパ草津、鹿島アントラーズユースコーチ）
- 野口裕司（元大宮アルディージャ）：境町
- 橋本雄二（元ガンバ大阪、現バンディオンセ加古川監督）
- 松島竜太（元鹿島アントラーズ）：神栖市
- 眞中幹夫（元横浜FC）
- 眞中靖夫（元鹿島アントラーズ、現セレッソ大阪U-13監督）
- 宮島一代（元国際副審・元Ｊリーグ担当審判員、現ＪＦＡトップレフェリーグループマネジャー）：下妻市
- 宮本征勝（メキシコオリンピック銅メダリスト、鹿島アントラーズ初代監督、第1回日本サッカー殿堂入り）：日立市
- 矢畑智裕（元ベガルタ仙台）：鹿嶋市
- 吉原慎也（元柏レイソル）：日立市
- 松原直哉（柏レイソルフィジカルコーチ）
- 渡辺卓（元モンテディオ山形）
- 加藤慎也（元鹿島アントラーズ）：鹿嶋市
- 根本裕一（元鹿島アントラーズ）：鹿嶋市
- 中川義貴（元鹿島アントラーズ）：常総市
- 野沢拓也（元鹿島アントラーズ）：笠間市
- 大和田真史（モンテディオ山形コーチ）：高萩市
- 小谷野顕治（元ガイナーレ鳥取）：潮来市
- 金久保順（京都サンガF.C.）：境町
- 曽ヶ端準（鹿島アントラーズ）：鹿嶋市

## その他

### 実業家・財界人
- 川崎八右衛門（東京川崎財閥創業者）：茨城町
- 2代目川崎八右衛門（東京川崎財閥第2代目当主）：茨城町
- 川﨑千春（オリエンタルランド創業者）
- 藤沢武夫（本田技研共同創業者・最高顧問。生まれは東京都、本籍は結城市）
- 木村安兵衛（木村屋總本店創業者。あんパンの考案者）：牛久市
- 内田信也（内田汽船創業者、船成金、宮城県知事、鉄道大臣、農商務大臣、農林大臣 等歴任）：行方市
- 磯部保次（千代田瓦斯（東京ガス前身）創業者）：笠間市
- 黒沢酉蔵（雪印乳業創業者。酪農学園大学設立者）：常陸太田市
- 大内厚（高砂熱学工業代表取締役会長・元社長）
- 太田祐雄（オオタ自動車工業創業者）：かすみがうら市
- 大沼邦彦（日立製作所副社長、日本品質管理学会会長）
- 亀山甚（常陽銀行創設者・初代頭取、元全国地方銀行協会会長）：大洗町
- 稲葉清右衛門（ファナック創業者）：筑西市
- 小林孝三郎（コーセー創業者）：坂東市
- 宮田栄助（宮田工業創業者）
- 江戸英雄（元三井不動産社長・会長）：つくば市
- 市川忍（丸紅初代社長）：利根町
- 檜山廣（元丸紅社長・会長、丸紅中興の祖）：那珂市
- 川又克二（元日産自動車社長・会長、日本自動車工業会初代会長、日産自動車中興の祖）：水戸市
- 高杉晋一（三菱電機初代社長）：土浦市
- 窪田四郎（元富士製紙社長、元日魯漁業（現在のマルハニチロ）社長）：行方市
- 海老沢勝二（NHK第17代会長）：潮来市
- 鶴田卓彦（元日本経済新聞社社長）：水戸市
- 北中誠（元小田急電鉄社長、元日本民営鉄道協会副会長）
- 鈴木正誠（NTTデータ初代社長）：東海村
- 堀義人（グロービス経営大学院大学 学長、グロービス・キャピタル・パートナーズ 代表パートナー）：水戸市
- 杉本宏之（株式会社シーラテクノロジーズ（旧シーラホールディングス）代表取締役会長グループ執行役員CEO）：守谷市
- 伊沢拓司（株式会社QuizKnock代表取締役、クイズプレイヤー）：桜川市
- 鈴木孝之（ウエルシア薬局創業者）：境町
- 吉松徹郎（アイスタイル創業者・社長兼CEO）：潮来市
- 加藤修一（ケーズホールディングス代表取締役元会長兼CEO）：水戸市
- 瓦葺利夫（松屋フーズ創業者）：北茨城市

### 棋士・雀士
- 山口千嶺（将棋棋士）：水戸市
- 高田丈資（将棋棋士）：行方郡潮来町（現：潮来市）
- 永作芳也（元将棋棋士）：行方郡麻生町（現：行方市）
- 鎌田美礼（女流棋士）：取手市
- 本田小百合（女流棋士）：水戸市
- 宮宗紫野（女流棋士）：古河市
- 鈴木たろう（プロ雀士）：水海道市（現：常総市）
- 高宮まり（女流雀士）

### 気象予報士
- 菊池真以
- 斎藤恵理
- 坂下恵理
- 小林正寿：常陸大宮市

## 架空の人物
- 藤井かすみ（『サクラ大戦』シリーズ）
- 手束智（『サカつく』シリーズ）
- 茨城静香（『もえちり!』シリーズの擬人化キャラ）
- 龍ヶ崎桃子（『下妻物語』）
- 笠原郁（『図書館戦争』）
- 木村夏樹（『アイドルマスター シンデレラガールズ』）
- 小松伊吹（『アイドルマスター シンデレラガールズ』）
- 古澤頼子（『アイドルマスター シンデレラガールズ』）
- 水木聖來（『アイドルマスター シンデレラガールズ』）
- 高山紗代子（『アイドルマスター ミリオンライブ!』）
- 渡辺みのり（『アイドルマスター SideM』）
- 黛冬優子（『アイドルマスター シャイニーカラーズ』）
- 鬼塚夏美（『ラブライブ!スーパースター!!』）：牛久市
- 鬼塚冬毬（『ラブライブ!スーパースター!!』）：牛久市
- 城島俊也（『頭文字D』）
- 星野好造（『頭文字D』）
- 谷田部みね子（『ひよっこ』）
- 田ノ上五郎（『エール』）

## 歴史上の人物
- 中臣鎌足（藤原氏の始祖・大鏡によると常陸国出身とする説がある）
- 平貞盛（伊勢平氏の始祖）
- 平将門（通称：相馬小次郎。新皇を名乗る）
- 藤原為憲（鎌足から数えて11代目・平将門の従兄弟）
- 常陸入道念西（伊達氏の始祖）
- 源義清（武田氏の始祖）
- 佐竹昌義（佐竹氏の始祖）
- 佐竹義舜（戦国大名。佐竹氏15代当主）
- 佐竹義重（戦国大名。佐竹氏18代当主）
- 佐竹義宣（戦国大名。佐竹氏19代当主。秋田藩初代藩主）
- 塚原卜伝（戦国時代の剣豪・兵法家・鹿島新当流の開祖）
- 徳川光圀（水戸御三家当主・水戸黄門などの作品で広く知られる）
- 徳川斉昭（常陸水戸藩の第9代藩主・幕末期に活動した攘夷論者）
- 徳川慶喜（御三卿一橋徳川家の9代当主・徳川将軍家15代（最後）当主）
- 間宮林蔵（冒険家）：常陸国筑波郡上平柳村（現：つくばみらい市）
- 芹沢鴨（幕末に活躍した志士・新撰組初代局長）
- 伊東甲子太郎（新選組参謀、のち御陵衛士（高台寺党）盟主）
- 鈴木三樹三郎（新選組九番組長、のち御陵衛士、赤報隊）
- 相馬主計（新選組最後の隊長）
- 香川敬三（勤皇志士。東山道軍総督府大軍監、近藤勇を捕縛）：常陸大宮市
- 小沼正・菱沼五郎（血盟団事件の実行犯）
- 都々逸坊扇歌（都々逸の祖）水戸領磯部村（現：常陸太田市磯部町）

## 茨城県にゆかりの人物

### 当県登録地の競輪選手
- 工藤元司郎（東京都港区出身で、当初選手登録地は東京都だったが、ホームバンクの後楽園競輪場の事実上の廃止に伴い、当県に登録地を移し、取手競輪場のある取手市に移住）
- 野寺英男（上記の工藤元司郎と同様の理由で当県に移籍）
- 山藤浩三（秋田県出身）
- 坂巻正巳（千葉県野田市出身）
- 十文字貴信（福島県生まれで千葉県野田市出身、茨城県立取手第一高等学校出身）
- 武田豊樹（元スピードスケート選手、北海道斜里郡斜里町出身）
- 鈴木謙太郎（福島県いわき市出身。福島県から登録地を移籍）
- 牛山貴広（元スピードスケート選手、長野県諏訪郡原村出身）
- 今井裕介（元スピードスケート選手、長野県南佐久郡臼田町出身）
- 杉本正隆（元アイスホッケー選手、北海道釧路市出身）
- 小原唯志（元スピードスケート選手、北海道出身）
- 吉澤純平（元ショートトラックスピードスケート選手、長野県南牧村出身）
- 杉森輝大（元スピードスケート選手、北海道広尾郡大樹町出身）

### その他
- いかりや長介（東京都墨田区出身の俳優・コメディアン。著書『だめだこりゃ』〈2001年、新潮社：ISBN 4101092214〉で、祖母が茨城県の出身と記している[11]）
- 坂本九（神奈川県川崎市出身の歌手･俳優・タレント。幼少時に母の実家のあった笠間市に疎開していた。また、祖父も現：かすみがうら市出身）
- 桂歌丸（神奈川県横浜市中区（現：南区）真金町出身の落語家。父方の曾祖父が筑波郡（現：つくばみらい市）出身）
- 高島礼子（神奈川県横浜市出身の女優。両親が茨城県出身。父は東茨城郡城里町下圷出身であるため、高島は2015年「しろさと大使」に任命[12]）
- 津川雅彦（京都府京都市中京区の俳優。父方の曾祖母が常陸大宮市出身）
- 手塚治虫（大阪府豊中市出身の漫画家。先祖の光照が江戸および常陸府中藩（現：石岡市）の藩医）
- 長門裕之（京都府京都市左京区出身の俳優、津川雅彦の兄）
- 細川成也（神奈川県厚木市出身のプロ野球選手、北茨城市育ち、明秀学園日立高等学校出身）
- 盛一大（ロードレース&トラックレース選手、千葉県我孫子市出身、取手第一高等学校出身）
- 柳生真吾（東京都出身の俳優。父が同じく俳優の博）
- 渡辺裕太（東京都出身の俳優。父が同じく俳優の徹）
- 小松未可子（三重県桑名市出身の声優、夫の前野智昭が下妻市出身）